# Мартин карибський
Мартин карибський (Leucophaeus atricilla) — мартин середнього розміру Північної та Південної Америки. Названа на честь звуку, який чайка видає, схожого на сміх. Вона є всеїдним птахом і некрофагом. Гніздяться великими колоніями в основному вздовж атлантичного узбережжя Північної Америки, Карибського басейну, а також на півночі Південної Америки. Існує два їх підвиди: L. a. megalopterus — якого можна побачити від південного сходу Канади до Центральної Америки, і L. a. atricilla, яка проживає в районі від Вест-Індії до островів Венесуели. Мартин Карибський довгий час вважався частиною роду Larus (Мартин). Нині належить до роду Leucophaeus.

## Ім'я

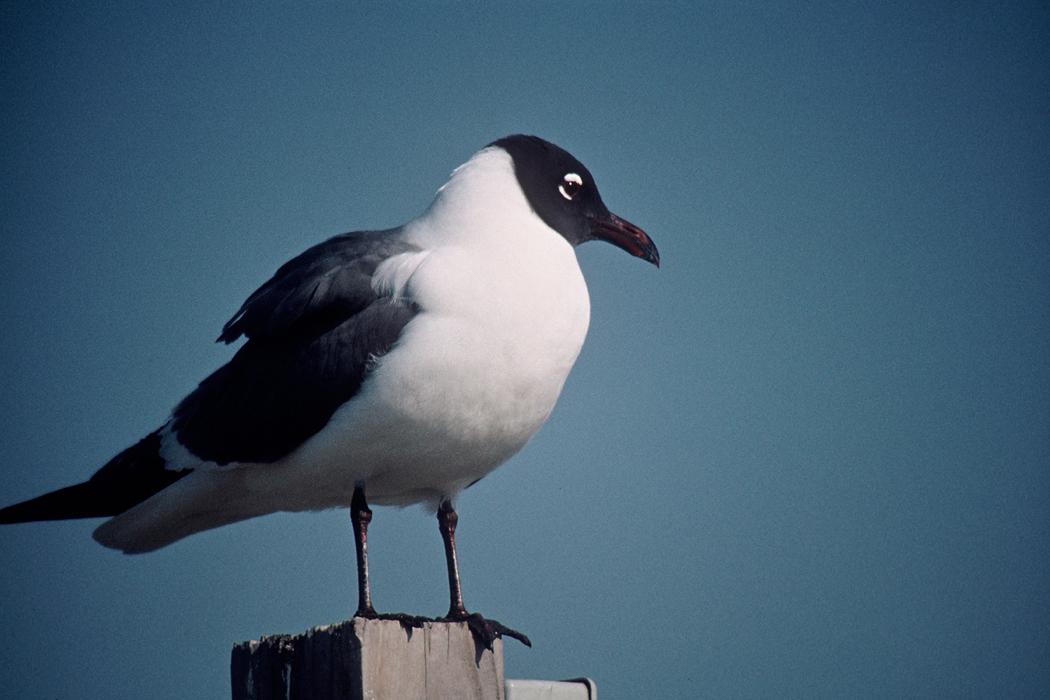
Ацтецька чайка на стовпі

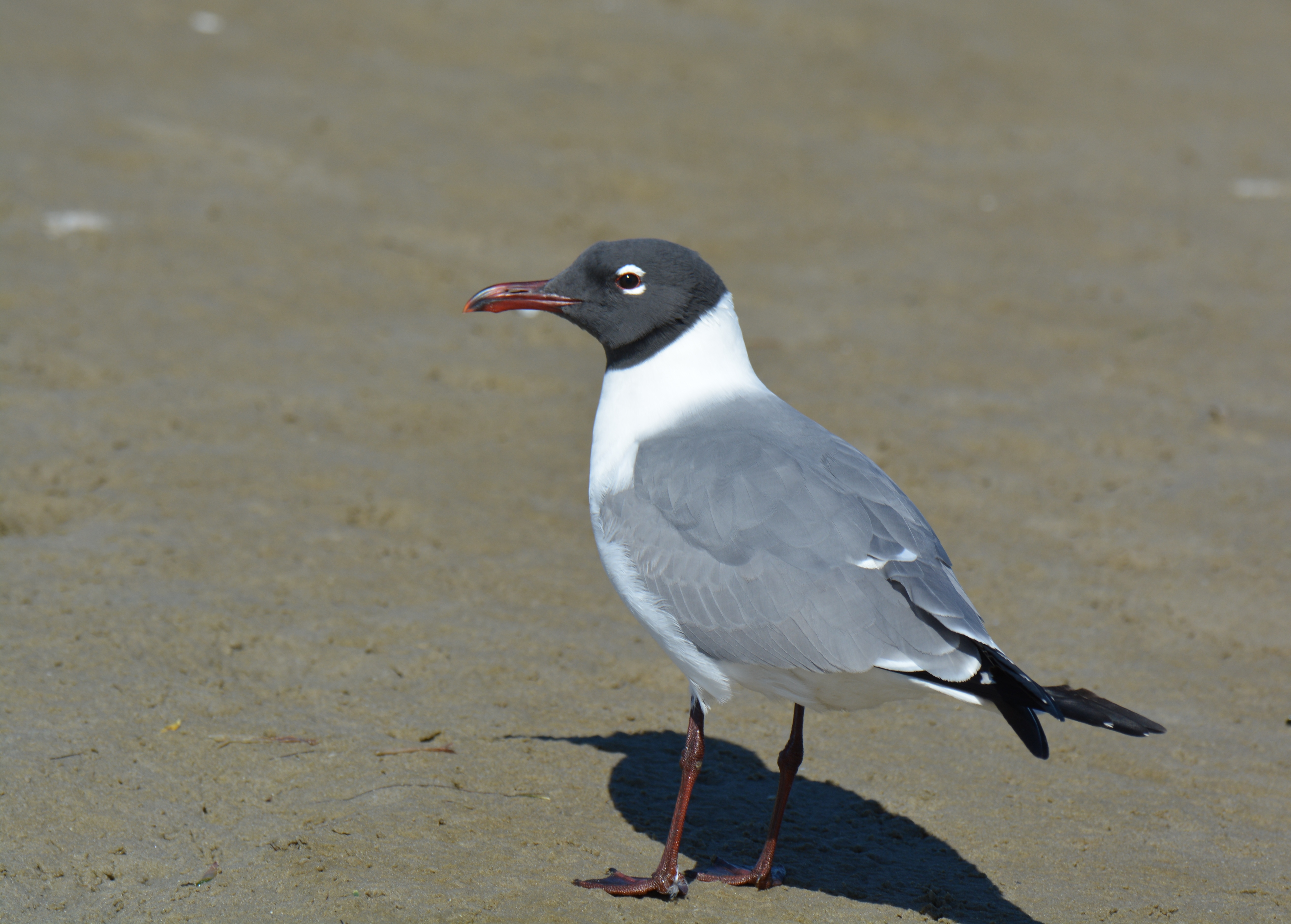
Ацтецька чайка — шлюбне оперення

Назва роду Leucophaeus походить від давньогрецького λευκός: leukós, «білий», і φαιός, «сумнівний». Специфічне слово atricilla походить від латинського atra, «чорний», «нещасливий» або «злий» і cilla, «хвіст».

## Діапазон
Птах гніздиться на атлантичному узбережжі Північної Америки, Карибського басейну, а також на півночі Південної Америки. Найпівнічніші популяції взимку мігрують далі на південь. Іноді, але дуже рідко цей вид зустрічається в Західній Європі. Англійська назва Карибського мартина (англ. Laughing gull — чайка, що сміється), походить від її хрипкого дзвінка кі-аг, який звучить як сміх «ха… ха… ха…».
Ці чайки розмножуються прибережних болотах і ставках великими колоніями. Будують великі гнізда на землі, зроблені переважно з трав. Три-чотири зеленуваті яйця витримують близько трьох тижнів.

## Опис
Цей вид легко визначити. Довжина птаха 36–41 см (14–16 дюймів), розмах крил від 98 до 110 см (39–43 дюйма) і діапазон ваги  203–371 г (7,2–13,1 унції). Тіло літньої дорослої особини біле, крім темно-сірої спини, крил і чорної голови. Його крила набагато сіріші, ніж у всіх інших чайок такого ж розміру, за винятком меншої чайки Франкліна, і вони мають чорні кінчики без білого півмісяця, який є у того самого Ставкового мартина. Дзьоб довгий і червоний. Чорний капюшон здебільшого втрачається взимку.
Карибським мартинам потрібно три роки, щоб досягти дорослого оперення. Незрілі птахи завжди темніші за більшість чайок подібного розміру, окрім Франкліна. Першорічні птахи сіріші знизу та мають блідіші голови, ніж у першорічників чайки Франкліна, а другорічних птахів можна відрізнити за малюнком і структурою крил.

## Підвиди
Існує два підвиди:
- L. а. megalopterus — (Брух, 1855) : гніздяться на прибережному південному сході Канади, сході і півдні США, Мексиці та Центральній Америці
- L. а. atricilla — (Лінней,1758) : гніздяться у районі від Вест-Індії до островів Венесуели